# فيليبي فيريرا (لاعب كرة قدم مواليد 1988)
فيليبي فيريرا هو لاعب كرة قدم برازيلي في مركز الوسط، ولد في 22 سبتمبر 1988 في البرازيل. لعب مع نادي البحرية التايلندية ‏.

## وصلات خارجية
- فيليبي فيريرا (لاعب كرة قدم مواليد 1988) على موقع قاعدة بيانات كرة القدم.إي يو (الإنجليزية)
- فيليبي فيريرا (لاعب كرة قدم مواليد 1988) على موقع Soccerway.com (الإنجليزية)